# Aargauer Derby
Als Aargauer Derby bezeichnet man ein Spiel zwischen den beiden im Kanton Aargau ansässigen Handballclubs TV Endingen (TVE) und HSC Suhr Aarau (HSC). Das erste Aargauer Derby fand am 25. Oktober 2009 anlässlich der Nationalliga A 2009/10 statt. Der HSC Suhr Aarau gewann 33:27.

## Geschichte
In der Saison 2007/08 fusionierten der BTV Aarau und der TV Suhr am 29. Mai zum HSC Suhr Aarau. Da der TV Endingen in derselben Saison in die Nationalliga B abstieg, fand das erste Spiel zwischen dem TVE und dem HSC am 25. Oktober 2009 anlässlich der Hauptrunde der Nationalliga A 2009/10 statt, dies gewann der HSC mit 33 zu 27. Aufgrund des Abstieges des TV Endingen in der Saison 2020/21 in die NLB 2021/22 gibt es bis auf weiteres keine Begegnungen mehr. Allenfalls im Cup.

## Statistik

### Wettbewerb
| Sieger          | QHL | NLB    | Cup | Total   |
| --------------- | --- | ------ | --- | ------- |
| HSC Suhr Aarau  | 14  | 4      | 0   | 18      |
| Unentschieden   | 2   | 1      | 0   | 03      |
| TV Endingen     | 0   | 1      | 1   | 02      |
| Nicht gewertet1 | 0   | 1      | 0   | 01      |
| Total:          | 16  | 6 (+1) | 1   | 23 (+1) |

### Höchste Siege
| # | Sieger | Datum         | Tore S. | Tore V. | Diff. |
| - | ------ | ------------- | ------- | ------- | ----- |
| 1 | HSC    | 14. Dez. 2017 | 30      | 15      | 15    |
| 2 | HSC    | 9. Okt. 2019  | 31      | 19      | 12    |
| 3 | HSC    | 8. Sep. 2012  | 30      | 19      | 11    |
| 4 | HSC    | 25. Okt. 2009 | 32      | 23      | 09    |
| 5 | HSC    | 6. Sep. 2020  | 31      | 24      | 07    |

### Heimspiel Stärke
| Mannschaft     | Heimspiele | Siege | %     | U | %     | Niederlagen | %     |
| -------------- | ---------- | ----- | ----- | - | ----- | ----------- | ----- |
| HSC Suhr Aarau | 12         | 11    | 91,67 | 1 | 08,33 | 0           | 00,00 |
| TV Endingen    | 11         | 2     | 18,18 | 2 | 18,18 | 6           | 63,64 |

Spiel Nummer 22 und 23 fliessen aufgrund der strengen Covidverordnung nicht in diese Statistik ein.

### Zuschauer
| Mannschaft                                 | Heimspiele | Rekord | – Rekord | Total           | Schnitt       |
| ------------------------------------------ | ---------- | ------ | -------- | --------------- | ------------- |
| HSC Suhr Aarau                             | 11         | 1'445  | 395      | 09'581          | 0871          |
| TV Endingen (mit Spiel vom 30. Apr. 2016)1 | 10 (11)    | 2'197  | 550      | 10'052 (12'185) | 1'005 (1'108) |
| Total:                                     | 21 (22)    | 2'197  | 395      | 19'630 (21'766) | 0935 (0989)   |

## Liste aller Pflichtspiele
Nachfolgend sind alle Derbys im Rahmen der Meisterschaft, des Cups und des Ligacups aufgeführt.
| Nr.                | Datum               | Wettbewerb                  | Heim           | Gast           | Ergebnis      | Sieger | Spielstätte                 | Zuschauer |
| ------------------ | ------------------- | --------------------------- | -------------- | -------------- | ------------- | ------ | --------------------------- | --------- |
| 01.                | 25. Okt. 2009 17:00 | NLA 2009/10 – Hauptrunde    | HSC Suhr Aarau | TV Endingen    | 33:27 (17:13) | HSC    | Sporthalle Schachen         | 1000      |
| 02.                | 20. Feb. 2010 20:15 | NLA 2009/10 – Hauptrunde    | TV Endingen    | HSC Suhr Aarau | 30:34 (13:15) | HSC    | Sporthalle Obersiggenthal   | 0620      |
| 03.                | 21. Apr. 2010 19:30 | NLA 2009/10 – Abstiegsrunde | HSC Suhr Aarau | TV Endingen    | 34:29 (16:14) | HSC    | Sporthalle Schachen         | 0950      |
| 04.                | 16. Mai 2010 15:30  | NLA 2009/10 – Abstiegsrunde | TV Endingen    | HSC Suhr Aarau | 28:28 (11:11) | U      | Sporthalle Obersiggenthal   | 0620      |
| 05.                | 24. Sep. 2011 19:00 | NLA 2011/12 – Hauptrunde    | TV Endingen    | HSC Suhr Aarau | 27:30 (10:14) | HSC    | Sporthalle Aue              | 0657      |
| 06.                | 16. Dez. 2011 20:15 | NLA 2011/12 – Hauptrunde    | HSC Suhr Aarau | TV Endingen    | 25:20 (06:10) | HSC    | Sporthalle Schachen         | 0395      |
| 07.                | 11. März 2012 17:00 | NLA 2011/12 – Abstiegsrunde | HSC Suhr Aarau | TV Endingen    | 29:27 (16:14) | HSC    | Sporthalle Schachen         | 0510      |
| 08.                | 11. Apr. 2012 20:15 | NLA 2011/12 – Abstiegsrunde | TV Endingen    | HSC Suhr Aarau | 30:30 (18:14) | U      | Sporthalle Aue              | 0601      |
| 09.                | 8. Sep. 2012 17:30  | NLB 2012/13 – Hauptrunde    | HSC Suhr Aarau | TV Endingen    | 30:19 (12:09) | HSC    | Sporthalle Schachen         | 0485      |
| 10.                | 3. Feb. 2013 17:00  | NLB 2012/13 – Hauptrunde    | TV Endingen    | HSC Suhr Aarau | 31:33 (16:15) | HSC    | Mehrzweckhalle Weissenstein | 0851      |
| 11.                | 1. Dez. 2013 17:00  | NLB 2013/14 – Hauptrunde    | HSC Suhr Aarau | TV Endingen    | 30:30 (17:17) | U      | Sporthalle Schachen         | 1090      |
| 12.                | 12. Apr. 2014 18:30 | NLB 2013/14 – Hauptrunde    | TV Endingen    | HSC Suhr Aarau | 30:29 (14:13) | TVE    | Tägi Sporthalle             | 1550      |
| 13.                | 7. Okt. 2015 20:00  | Cup 2015/16 - 1. Hauptrunde | TV Endingen    | HSC Suhr Aarau | 24:22 (09:09) | TVE    | Sporthalle Aue              | 0550      |
| 14.                | 13. Dez. 2015 17:00 | NLB 2015/16 – Hauptrunde    | HSC Suhr Aarau | TV Endingen    | 29:28 (15:13) | HSC    | Sporthalle Schachen         | 1245      |
| 15.1               | 30. Apr. 2016       | NLB 2015/16 – Hauptrunde    | TV Endingen    | HSC Suhr Aarau | 29:29 (15:13) | U      | GoEasy Arena                | 2136      |
| 15.1               | 21. Mai 2016 19:00  | NLB 2015/16 – Hauptrunde    | TV Endingen    | HSC Suhr Aarau | 26:30 (12:15) | HSC    | GoEasy Arena                | 2197      |
| 16.                | 2. Sep. 2017 18:00  | NLA 2017/18 – Hauptrunde    | TV Endingen    | HSC Suhr Aarau | 27:28 (15:17) | HSC    | GoEasy Arena                | 1388      |
| 17.                | 14. Dez. 2017 20:15 | NLA 2017/18 – Hauptrunde    | HSC Suhr Aarau | TV Endingen    | 30:15 (15:07) | HSC    | Sporthalle Schachen         | 1445      |
| 18.                | 9. Okt. 2019 20:00  | NLA 2019/20 – Hauptrunde    | HSC Suhr Aarau | TV Endingen    | 31:19 (13:07) | HSC    | Sporthalle Schachen         | 1417      |
| 19.                | 11. Dez. 2019 20:15 | NLA 2019/20 – Hauptrunde    | TV Endingen    | HSC Suhr Aarau | 22:23 (13:09) | HSC    | GoEasy Arena                | 1015      |
| 20.                | 7. März 2020 18:00  | NLA 2019/20 – Hauptrunde    | HSC Suhr Aarau | TV Endingen    | 24:21 (11:11) | HSC    | Sporthalle Schachen         | 0539      |
| 21.                | 6. Sep. 2020 16:00  | QHL 2020/21 – Hauptrunde    | HSC Suhr Aarau | TV Endingen    | 31:24 (17:15) | HSC    | Sporthalle Schachen         | 0505      |
| 22.                | 11. Nov. 2020 20:00 | QHL 2020/21 – Hauptrunde    | TV Endingen    | HSC Suhr Aarau | 14:20 (9:8)   | HSC    | GoEasy Arena                | 0055      |
| 23.                | 7. Feb. 2021 16:00  | QHL 2020/21 – Hauptrunde    | HSC Suhr Aarau | TV Endingen    | 32:23 (16:10) | HSC    | Sporthalle Schachen         | 0001      |
| Zukünftige Spiele: |                     |                             |                |                |               |        |                             |           |

## Sonstige Spiele
| Datum               | Wettbewerb            | Heim              | Gast           | Ergebnis      | Sieger | Spielstätte  | Zuschauer |
| ------------------- | --------------------- | ----------------- | -------------- | ------------- | ------ | ------------ | --------- |
| 21. Aug. 2021 18:45 | Axpo Cup 2021 – Final | Handball Endingen | HSC Suhr Aarau | 21:20 (12:10) | HBE    | GoEasy Arena | 350       |